# Gösta Ellhammar
Gösta Ellhammar, född 5 maj 1920, död 4 oktober 1996, var en svensk direktör och idrottsledare. Han var direktör för flygbolaget Transair. 1961-1964 var han ordförande för Svenska Bandyförbundet. Han var också ordförande för AIK 1963–1966 .